# Traditionell jazz
Traditionell jazz, tradjazz, dixielandjazz är den jazzmusik som utvecklades under tidigt 1900-tal, och får anses som jazzens första stil/genre. Framträdande musiker var exempelvis Louis Armstrong, Sidney Bechet, Kid Ory med flera.
Under swing-epoken kom stilen i skymundan något men omkring 1940 skedde en revival (återfödelse) i och med dels att en del musiker återupptäcktes (exempelvis Bunk Johnson, George Lewis) och fick göra inspelningar, för många av dem var det de första skivinspelningar de gjort, dels gjorde redan berömda musiker uppmärksammade inspelningar i den traditionella stilen (Armstrong-Bechet). Louis Armstrong, som under mer än ett decennium främst spelat med stora orkestrar, bildade under mitten av 1940-talet sina All-Stars, en grupp med den traditionella sättningen trumpet, trombon, klarinett, piano, bas och trummor.
Denna revival ledde även till att unga musiker inte bara i USA (exempelvis Lu Watters) utan också på många håll runt om i världen tillägnade sig den traditionella jazzen och gjorde inspelningar och konserter som ytterligare spred tradjazzen. I Sverige var den så kallade skolbandsjazzen musik i traditionell stil.